# Gabi Zanotti
Gabriela Maria Zanotti Demoner (Itaguaçu, 28 de fevereiro de 1985), mais conhecida como Gabi Zanotti, é uma futebolista brasileira que atua como meia-atacante. Com passagens pelos Estados Unidos e China, atualmente, joga pelo Corinthians. No cenário nacional, a meio-campista já defendeu as equipes do Santos, Centro Olímpico - onde foi campeã brasileira em 2013 - e Kindermann.

## Carreira
Gabi Zanotti começou a jogar futebol por influência dos pais. Aos oito anos entrou para um time de futebol de campo em sua cidade natal, Itaguaçu (ES), e dois anos depois se mudou Vitória (ES) em busca de maiores oportunidades no futebol e acabou ganhando uma bolsa de estudos para jogar futsal e futebol de areia, muitas vezes dividindo o campo com sua mãe, que era zagueira. Em 2003, Gabi teve sua grande chance quando fez parte da Univila, uma espécie de seleção capixaba, disputando a Taça Brasil sub-20 em Chapecó, Santa Catarina. O time do Espírito Santo foi vice-campeão e Gabi faturou o prêmio de atleta revelação, rendendo uma proposta do Kindermann, no início de 2004, onde iniciou sua carreira como jogadora profissional de futsal aos 19 anos.
No time catarinense foi campeã da Taça Brasil, campeonatos catarinenses e do Univesíades, na Turquia, jogando pela seleção brasileira de futsal, em 2005, título que lhe rendeu o prêmio de melhor jogadora de futsal do Brasil, ao lado de Falcão.
Depois de dois anos representando o Kindermann, em 2006 e em busca de outras oportunidades, Gabi se mudou para os Estados Unidos para estudar Sports Management e atuar pelo time de futebol de campo da faculdade Franklin Pierce, em New Hampshire. Em 2010, ela passou a jogar a North American W-League pelo Hudson Valley Quickstrike Lady Blues.
Em 2011, já formada na Universidade, voltou para o Brasil, onde passou a defender o Foz Cataratas Futebol Clube, e depois o Santos e se sagrou campeã Paulista, mas no início de 2012 o Conselho de diretores do clube fechou o departamento de futebol feminino e Gabi se transferiu, juntamente com Maurine, Érika e várias outras jogadoras, para o Centro Olímpico, onde foi campeã e artilheira do Campeonato Brasileiro de 2013.
Depois de oito anos, Gabi voltou ao Kindermann, desta vez para fazer parte do time de futebol de campo, onde foi campeã catarinense e conseguiu a vaga inédita para o Campeonato brasileiro, depois de se transferiu para o Goyang Daekyo da Coréia, onde passou nove meses, foi vice campeã coreana e teve problemas de adaptação.
Ainda em 2014, voltou ao Brasil para defender o Centro Olímpico e foi incluída na seleção permanente da seleção, o que a impediu de continuar jogando pelo clube. Em 2015, a CBF distribuiu as jogadoras da Seleção Permanente entre os oito times classificados para a segunda fase do Campeonato Brasileiro e Gabi acabou sendo escolhida para jogar no Santos.
Depois de muito assédio do futebol chinês, que vivia seu maior momento em questão de investimentos, em 2016 Gabi se transferiu ao Dalian Quanjian da China, junto com as brasileiras Fabiana e Debinha, onde foi campeã da Super Liga feminina e vice da Copa da China e da Copa dos Campeões. Em 2017, após uma temporada no time de Dalian, ela se juntou ao também chinês Jiangsu Suning, onde foi vice campeã da liga perdendo para seu antigo time na final.
Depois de receber propostas de diferentes times da Europa e Estados Unidos, Gabi optou por voltar ao Brasil no início de 2018, para trabalhar com Arthur Elias, seu antigo técnico no Centro Olímpico, no Corinthians. Pelo time da capital paulista e vestindo a camisa 10, ela se sagrou campeã Brasileira e vice campeã Paulista, sendo peça importante nas duas competições e eleita craque do estadual e melhor atacante do Brasileiro, garantindo vaga nas seleções dos dois campeonatos.
Em 2019, Gabi continuou sendo de grande importância para o time alvinegro, com sete gols e quatro assistências até o momento.
Para a temporada 2020, a meio-campista renovou seu vinculo com o Corinthians.

### Seleção
Sua primeira convocação para a seleção brasileira veio em 2009 para o Torneio Internacional Cidade de São Paulo, estreando contra o México em uma vitória por 5 a 2. De sua primeira convocação até o Título Pan-Americano em 2015, Gabi só ficou fora da seleção em 2011, quando passou por uma cirurgia no ombro e não participou da Copa do Mundo da Alemanha. Em 2012, ela foi convocada para os Jogos Olímpicos de Londres. Depois de passar por alguns testes, em 2013, ela passou a integrar o grupo de 27 atletas da seleção permanente, projeto que durou por 18 meses como preparação para a Copa do Mundo de 2015 no Canadá e para as Olimpíadas, não atuando por nenhum clube nesse período e representando o Brasil na Universíadas de Verão de 2013 em Kazan, Rússia.
Na Copa do Mundo, Gabi apareceu em apenas um dos quatro jogos do Brasil, como parte de uma equipe alternativa na vitória contra a Costa Rica, na última partida da fase de grupos.
Após a derrota do Brasil por 1 a 0 nas oitavas de final pela Austrália, Gabi permaneceu no Canadá como parte da seleção brasileira vencedora de medalha de ouro nos Jogos Pan-americanos de 2015  em Toronto.
Sua última convocação foi para o Torneio Internacional de Manaus, em 2016.
Nas últimas Olimpídas e Copa do Mundo, Gabi ficou na lista de suplentes e acabou não sendo convocada.
Gabi ainda fez parte da seleção brasileira de Futsal.

## Títulos

### Futsal
Kinderman
- Campeonato Catarinense de Futsal: 2004, 2005
- Taça Brasil de Futsal: 2005

Seleção Brasileira
- Universíadas: 2005

### Futebol
Santos
- Campeonato Paulista: 2011

Centro Olímpico
- Campeonato Brasileiro: 2013

Dalian Quanjian
- Super Liga:  2016

Corinthians
- Campeonato Brasileiro: 2018, 2020, 2021, 2022, 2023 e 2024
- Copa Libertadores da América: 2019, 2021, 2023 e 2024
- Campeonato Paulista: 2019, 2020, 2021, 2023
- Supercopa do Brasil: 2022, 2023, 2024

Seleção Brasileira
- Jogos Pan-Americanos: 2015
- Torneio Internacional de Yongchuan: 2017

### Prêmios individuais
- Rainha da América: 2024[10]